# Dolná Mičiná
Dolná Mičiná (in tedesco Unter Mikesdorf o Untermitschina, in ungherese Alsómicsinye) è un comune della Slovacchia facente parte del distretto di Banská Bystrica, nella regione omonima.

## Storia
Il villaggio è citato per la prima volta nel 1402 con il nome di Alsowfalu come feudo della nobile famiglia locale dei Micsinyei / Mičinský. Nel XVI secolo passò ai nobili Benicky.